# Ategnatos
Ategnatos è l'ottavo album in studio del gruppo musicale folk metal svizzero Eluveitie, pubblicato il 05 aprile 2019 da Nuclear Blast. Dall'album sono stati estratti 3 singoli: Rebirth, Ategnatos e Ambiramus.

## Tracce
1. Ategnatos – 4:54
2. Ancus – 0:12
3. Deathwalker – 4:54
4. Black Water Dawn – 4:18
5. A Cry in the Wilderness – 5:25
6. The Raven Hill – 4:12
7. The Silvern Glow – 1:10
8. Ambiramus – 2:53
9. Mine Is the Fury – 3:34
10. The Slumber – 4:57
11. Worship – 5:35
12. Trinoxtion – 1:18
13. Threefold Death – 3:31
14. Breathe – 5:28
15. Rebirth – 4:58
16. Eclipse – 3:01